# Mortimer Sackler
Mortimer David Sackler (* 7. Dezember 1916 in New York City; † 24. März 2010 in Gstaad, Schweiz) war ein US-amerikanischer Unternehmer, der mit seinem Bruder Raymond Sackler für die Vermarktung des Medikaments Oxycontin und Kultursponsoring bekannt war. Auf die Werbeaktivitäten der Brüder ging die Opioidkrise in den USA zurück.

## Leben
Der Sohn der polnisch-jüdischen Immigranten Isaac und Sophie Sackler, geb. Greenberg, ging in Brooklyn zur Schule. Nach seinem Abschluss an der Erasmus Hall High School erhielt er eigenen Angaben zufolge wegen Aufnahmebegrenzungen für Juden keinen Studienplatz für Medizin und ging deshalb 1937 nach Großbritannien. Dort studierte er bis 1939 am Anderson College of Medicine, das seit 1947 zur University of Glasgow gehört. 1944 erlangte er den akademischen Grad eines Doktors der Medizin an der Middlesex University in Massachusetts. Anschließend arbeitete er in New York, zunächst als Assistenzarzt im Harlem Hospital (1944/45), dann am Creedmoor State Hospital (1945/46, 1948–1953) und Rockaway Beach Hospital (1946/47). Von 1950 bis 1953 war er am Creedmoor Institute for Psycho-Biologic Studies tätig.
Zusammen mit seinem Bruder Raymond Sackler übernahm Mortimer Sackler 1952 das Pharmaunternehmen Purdue Pharma. Diese Investition machte die beiden Brüder äußerst vermögend. Raymond und Mortimer begannen ab 1995 mit der Vermarktung des Blockbuster-Medikaments Oxycontin, ein Opioid auf Basis des Wirkstoffes Oxycodon. Es zählte lange Zeit zu den umsatzstärksten Arzneimitteln der Welt. Purdue Pharma geriet mehrfach in die Kritik, da das Unternehmen nicht ausreichend auf die Suchtgefahr durch die Einnahme Oxycontins hinwies. Der Pharmahersteller wird heute direkt mit der Opioidkrise in den USA in Zusammenhang gebracht.
Zusammen mit seiner dritten Frau Theresa Elizabeth Sackler betätigte Sackler sich kraft seines Vermögens immer wieder als Mäzen und spendete unter anderem für die Errichtung der Sackler Library (seit 2023 umbenannt in Bodleian Art, Archaeology and Ancient World Library) und der Serpentine Sackler Gallery. Im Jahr 1981 wurde Mortimer Sackler zum Ehrensenator der Universität Salzburg ernannt. 1995 wurde Sackler zum Knight Commander des Order of the British Empire (KBE) ernannt. Theresa Sackler sicherte sich 2002 die Namensrechte an einer Rosensorte des englischen Züchters David C. H. Austin, welche nun „Mortimer Sackler“ hieß. Diese Rose wurde 2022 in 'Mary Delany' umbenannt, nachdem Sackler für den Tod Tausender Menschen verantwortlich gemacht wurde.

## Kritik
Die Künstlerin und Aktivistin Nan Goldin, die mehrere Jahre von Schmerzmitteln abhängig gewesen war, führte ab 2018 mehrere Protestaktionen gegen die Sackler-Familie durch. Im März 2019 verkündeten mehrere Kunstmuseen, aufgrund der Verwicklung der Sackler-Familie in die Opiodkrise keine Spenden mehr von den Erben von Mortimer und Raymond Sackler anzunehmen. Zu den Museen, die Großspenden ablehnten, gehören die National Portrait Gallery, die Tate-Galerien und das Solomon R. Guggenheim Museum.  Gleichfalls nahmen bedeutende Museen in den folgenden Jahren Umbenennungen in ihren Häusern vor, u. a. das Victoria and Albert Museum, der Louvre, das Metropolitan Museum of Art, die Tate Gallery und das Jüdische Museum Berlin benannten ihre den Sacklers gewidmete Gebäudeteile um.